# Guillermo Sepúlveda
Guillermo Sepúlveda Rodríguez (Guadalajara, Jalisco; 29 de noviembre de 1934-19 de mayo de 2021), más conocido como El Tigre Sepúlveda, fue un futbolista mexicano que jugó en la posición de defensa central.

## Sus inicios
Inició su carrera en el Club Deportivo Guadalajara y fue integrante del "Campeonísimo", equipo que obtuvo siete títulos de liga en una década. En 1966 formó parte del Jabatos de Nuevo León y para 1968 pasa al Club Deportivo Oro.
Fue un jugador caracterizado por su fortaleza y rudeza, ocupando la defensa central de manera dura y fuerte. Sabía como ir a pelear todos los balones, sabía usar los codos y el cuerpo para quitarse al marcador. Fue uno de los jugadores más carismáticos de la época, mostrando su carácter viril Sepúlveda impedía los avances enemigos.
Sepúlveda estuvo en seis de los títulos del Club Deportivo Guadalajara, ya que se perdió la temporada 1958-59 al ser registrado como baja. Esto debido a que fue lesionado en el Mundial de 1958 en el partido México - Hungría.
El Tigre es recordado por una famosa anécdota que se cuenta entre los aficionados. En la final del Campeón de Campeones de 1964 contra el América, el Tigre fue expulsado del partido, antes de salir de la cancha se quitó la camisa rojiblanca y la coloca en el suelo, señalándola y enviándoles un mensaje a los jugadores americanistas: "con esa tienen" dijo el Tigre y el partido terminó en victoria para el Rebaño por marcador de 2-0.

## Selección nacional
Con la Selección de fútbol de México debutó el 28 de abril de 1957, jugó los mundiales de 1958 en Suecia  y 1962 en Chile. En 1966, Sepúlveda fue capitán de la selección que viajaría al mundial de Inglaterra, pero el 12 de junio de 1966 fue cesado de la selección.
En 1971 sería director técnico de los Tecos de la UAG, en la Segunda División Nacional.

## Clubes

### Como jugador
| Club                       | País   | Año         |
| -------------------------- | ------ | ----------- |
| Club Deportivo Guadalajara | México | 1952 - 1966 |
| Jabatos de Nuevo León      | México | 1966 - 1968 |
| Oro de Jalisco             | México | 1968 - 1969 |

### Como entrenador
| Club            | País   | Año         |
| --------------- | ------ | ----------- |
| Tecos de la UAG | México | 1971 - 1973 |

## Participaciones en Copas del Mundo
| Mundial                        | Sede   | Resultado    |
| ------------------------------ | ------ | ------------ |
| Copa Mundial de Fútbol de 1958 | Suecia | Primera fase |
| Copa Mundial de Fútbol de 1962 | Chile  | Primera fase |

## Palmarés

### Campeonatos regionales
| Título                   | Club                       | País   | Año  |
| ------------------------ | -------------------------- | ------ | ---- |
| Copa de Oro de Occidente | Club Deportivo Guadalajara | México | 1954 |
| Copa de Oro de Occidente | Club Deportivo Guadalajara | México | 1955 |
| Copa de Oro de Occidente | Club Deportivo Guadalajara | México | 1956 |
| Copa de Oro de Occidente | Club Deportivo Guadalajara | México | 1960 |

### Campeonatos nacionales
| Título                     | Club                       | País   | Año     |
| -------------------------- | -------------------------- | ------ | ------- |
| Primera División de México | Club Deportivo Guadalajara | México | 1956/57 |
| Campeón de Campeones       | Club Deportivo Guadalajara | México | 1957    |
| Primera División de México | Club Deportivo Guadalajara | México | 1959/60 |
| Campeón de Campeones       | Club Deportivo Guadalajara | México | 1960    |
| Primera División de México | Club Deportivo Guadalajara | México | 1960/61 |
| Campeón de Campeones       | Club Deportivo Guadalajara | México | 1961    |
| Primera División de México | Club Deportivo Guadalajara | México | 1961/62 |
| Primera División de México | Club Deportivo Guadalajara | México | 1963/64 |
| Copa México                | Club Deportivo Guadalajara | México | 1962-63 |
| Campeón de Campeones       | Club Deportivo Guadalajara | México | 1964    |
| Primera División de México | Club Deportivo Guadalajara | México | 1964/65 |
| Campeón de Campeones       | Club Deportivo Guadalajara | México | 1965    |

### Copas internacionales
| Título                           | Club                       | Lugar  | Año  |
| -------------------------------- | -------------------------- | ------ | ---- |
| Copa de Campeones de la Concacaf | Club Deportivo Guadalajara | México | 1962 |